# Shigetatsu Matsunaga
Shigetatsu Matsunaga (født 12. juni 1962) er en japansk fodboldspiller.

## Japans fodboldlandshold
| Japans landshold | Japans landshold | Japans landshold |
| År               | Kmp              | Mål              |
| ---------------- | ---------------- | ---------------- |
| 1988             | 1                | 0                |
| 1989             | 9                | 0                |
| 1990             | 0                | 0                |
| 1991             | 1                | 0                |
| 1992             | 9                | 0                |
| 1993             | 14               | 0                |
| 1994             | 0                | 0                |
| 1995             | 6                | 0                |
| Total            | 40               | 0                |